# 越南—喀麦隆关系
越南－喀麦隆关系是指越南社会主义共和国与喀麦隆之間的關係。兩國均為不結盟運動、77國集團、法文國家及地區國際組織成員國。

## 政治交流
喀麦隆和越南均曾經為法蘭西殖民帝國的一部分，直至兩國分別於1960年、1945年脫離法國獨立。冷战初期的喀麦隆政府在經濟和政治上都與法國等西方集團國家保持著強烈的聯繫，与越南民主共和国等共产主义国家鲜少往来，并与越南共和国（南越）建立了邦交。但在其后，喀麦隆与越南民主共和国于1972年8月30日建交。
目前两国暂未在對方首都互設大使館，越南對喀麦隆的相關事務由越南駐奈及利亞大使館兼轄。而喀麦隆对越南的相關事務由喀麦隆驻华大使馆兼辖。越南也在喀麦隆第一大城市杜阿拉设立名誉领事馆，以維持雙邊關係。越南副總理王廷惠则于2019年访问喀麦隆，成为首位访问喀麦隆的越南国家领导人。

## 经贸合作关系

### 贸易
据越南工贸部数据，喀麦隆为越南在非洲的十大貿易夥伴之一。2019年，雙邊貿易額達2.5378億美元，其中越南向喀麦隆出口4300萬美元，主要输出大米、海鮮、化肥、紡織品等，越南从喀麦隆進口2.1億美元，主要输入木材、棉花等產品。

### 投资
据越南計劃投資部统计，2014年起，越南軍用電子電信开始与喀麦隆政府联营Nexttel电信公司并为喀麦隆公民提供3G电信服务，Nexttel电信公司是喀麦隆国内首个提供3G电信网路的电信公司，截止至2020年，该项目總投資資金已達3.57億美元。此外，春城集团也在喀麦隆恩卡姆州的亞巴西与通巴萨拉有水电工程投资项目，總投資超過7億美元。 龙山集团等企業也在喀麦隆開展木材、黃金和其它礦產的開採、加工和貿易業務。

## 人文交流
2016年，越南农业与农村发展部派出農業規劃設計院代表團，考察在喀麦隆的水稻開發項目。而喀麦隆政府也希望越南政府在工业、农业等领域开展全面合作，并为喀麦隆的水稻、腰果种植、木材加工与开发、咖啡生产提供经验。现今，也有一些喀麦隆留学生在越南的高等院校接受教育。